# پریفولنوی
پریفولنوی (به ارمنی: Պրիվոլնոյե) یک روستا در ارمنستان است که در استان لوری واقع شده‌است.  در  کیلومتری شمال وانادزور، مرکز استان لوری واقع شده است.

## خصوصیات
پریفولنوی ۵۵٬۱۱ کیلومترمربع مساحت و ۱٬۰۴۸ نفر 
جمعیت دارد و در ارتفاع  متر بالاتر از سطح دریا قرار گرفته است.